# Henrich Knuth

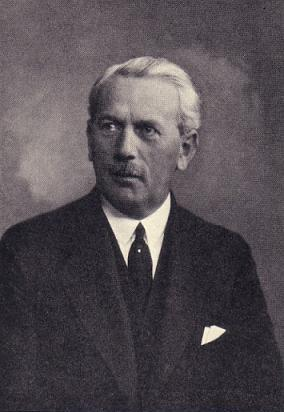

Graf Henrich Maximilian Knuth-Knuthenborg (* 9. Juli 1870 in Sorø; † 23. September 1939 in Frederiksberg) war ein dänischer Jurist und Kammerherr.

## Leben
Henrich Knuth wurde 1870 als Sohn des Kammerherrn und Postmeisters Adam Knuth und dessen Frau Annette, geborene von Haxthausen, geboren; väterlicherseits entstammte er dem uradeligen Geschlecht Knuth.
Knuth erreichte am 26. Juni 1896 den akademischen Grad eines cand.mag. in Staatswissenschaften. 1897 wurde er Assistent im 2. Revisionsdepartement des Finanzministeriums. Am 12. Mai 1900 heiratete Knuth Anna Sophie Elisabeth Vind (1876–1961) in der Holbæk Kirke, Tochter des Kammerherrn Sophus Holger Gustav Vind. 1901 kam der Sohn Eggert Adam Knuth, späterer Diplomat, zur Welt.
Am 5. Dezember 1910 wurde er Kammerherr. Knuth war Kommandeur 1. Grades des Dannebrogordens.

## Quelle
- Eintrag auf finnholbek.dk.

| Personendaten    | Personendaten                                              |
| ---------------- | ---------------------------------------------------------- |
| NAME             | Knuth, Henrich                                             |
| ALTERNATIVNAMEN  | Knuth-Knuthenborg, Henrich Maximilian (vollständiger Name) |
| KURZBESCHREIBUNG | dänischer Jurist und Kammerherr                            |
| GEBURTSDATUM     | 9. Juli 1870                                               |
| GEBURTSORT       | Sorø                                                       |
| STERBEDATUM      | 23. September 1939                                         |
| STERBEORT        | Frederiksberg                                              |